# Smith & Wesson Модель 17
Smith & Wesson Модель 17 шестизарядний револьвер подвійної дії під набій .22 LR. Він був створений на рамці K Smith & Wesson.

## Історія
Револьвери Smith & Wesson Моделей 16 та 17 походять від міжвоєнної серії Hand Ejector 1930-х років. Ці два револьвери були представлені після Другої світової війни, як Моделі K-32 та K-22. K-32 Masterpiece (Модель 16) була представлена в 1935 і була розроблена під набій .32 S&W Long. Під час Другої світової війни виробництво було зупинено і знову було розпочато в 1947 році разом з револьвером K-22 Masterpiece (Модель 17) під набій .22 Long Rifle.
Виробництво Моделі 16 було зупинено в 1983 році через зменшення популярності набою .32 S&W Long, а виробництво Моделі 17 було зупинено в 1998 році оскільки на той час компанія почала приділяти менше уваги вороненим револьверам.

## Конструкція
Модель 17 мала регульований цілик, фіксовану направляючу або мушку Patridge. Він був розроблений як цільовий револьвер та його можна було замовити у компанії S&W з "Трьома T": Target Trigger, Target Hammer та Target Grips (цільовий спусковий гачок, цільовий курок та цільове руків'я).Стандартна довжина стволу становила 4, 6 та 8 3/8 дюйми. 4 дюймова Модель 17-6 є рідкою, оскільки S&W випускали майже ідентичну, 4 дюймову Модель 18. Модель 18 була копією Моделі 17 окрім 4 дюймового конічного стволу. Більшість колекціонерів вірили, що Модель 17-6 з не конічним 4 дюймовим стволом є дивною, яка загалом складалася з поєднання стволів довжиною 6 та 8 3/8 дюймів, які були на заводі обрізані до 4 дюймів.
В 1990 році S&W представили Модель 17 зі стволами 4, 6 або 8 3/8 дюйми з кожухом під стволом. Підствольний кожух був суцільним, вороненим, круглим, був частиною стволу та простягався від хомута барабана до дулового зрізу. У кожусі знаходився стрижень екстрактора, крім того він збільшував вагу самого револьвера. Такі моделі мали спеціальне дерев'яне руків'я з круглим торцем з канавками під пальці. 4 дюймова Модель 17 Under Lug є рідкою і можливо є компіляцією з використанням вкорочених на заводі стволів 6 або 8 3/8 дюйми.

## Похідні моделі

### Модель 18 та 17
Smith & Wesson Модель 18 (або 22 Combat Masterpiece) була розроблена на рамці "K" S&W, (позначення Smith & Wesson для збройної 'середньої рамки'.)  Це був револьвер з конічним 4-дюймовим стволом, подвійної дії, з відкритими регульованими прицілами, під набій .22 long rifle. Багато хто вважає, що Модель 18 була розроблена в якості тренувальної зброї для правоохоронців та інших, хто носив револьвери Модель 10, 15 та 19-.38 Special та .357 калібрів. Модель 18 (як і Модель 17) була схожа на тогочасні револьвери; за розміром, вагою, руків'ям, ударно-спусковим механізмом та дією, як і популярні револьвери на рамці "K", наприклад, Модель 10 (.38 Cal.), Модель 13 (.38 & .357 Cal.), Модель 14 (.38 Cal.), Модель 15 (.38 Cal.) та Модель 19 (.38 & .357 Cal.). Єдиною великою відмінністю Моделі 18 був .22 калібр.
З появою Моделі 17 з підствольними кожухами, Smith & Wesson було також розпочато виробництво Моделі 617 .22 калібру. Це була версія Моделі 17 з неіржавної сталі під набій .22 LR; всі револьвери Моделі 617 мали підствольні кожухи. Модель 617 також поставлялася з трьома стволами різної довжини, вона до сих пір знаходиться у виробництві і поставляється з гумовим руків'ям. Модель 617 має шести- або десяти-зарядний сталевий барабан під набій .22 LR. Єдиним винятком є Модель 617-2 яка мала десятизарядний алюмінієвий барабан під набій .22 LR. Більш пізні "індекс 2" 617-ті продавалися з барабаном з неіржавної сталі.

### Модель 53
Зображення Моделі 53 з додатковим барабаном.Model 53 in .22 Jet with cylinder inserts to use .22 Rimfire [Архівовано 10 березня 2018 у Wayback Machine.]
В 1961 році Smith & Wesson представила Модель 53 під набій .22 Jet. Це був шестизарядний револьвер розроблений на невеликий рамці K з УСМ подвійної дії. Набій .22 Jet мав швидкість 750 м/с при вазі кулі в 40 гранів, але фактична швидкість в револьвері становила 520-550 м/с. Модель 53 також могла стріляти набоями .22 Short, Long та Long rifle. Курок мав двопозиційний ударник, завдяки чому можна було перемикатися на стрільбу набоями центрального або кільцевого запалення.
Револьвер випускали з цільовими руків'ям та прицілами, а довжина ствола становила 4, 6 та 8.3 дюйми.
Наприкінці 1950-х серед стрільців виникла зацікавленість до револьверів під набій .22 калібру. Smith & Wesson намагався скористатися цією можливістю, використавши набої .22 Remington CFM (Centerfire Magnum) та .22 Remington Jet і створили версію Моделі 17 під цей калібр, позначивши її як Модель 53.
Модель 53 випускали з 1960 по 1974 роки.

### Проблеми використання
Через конічну форму набою .22 Jet виникали проблеми з екстрацією гільз. Рекомендували щоб барабан та набої зберігалися абсолютно сухими щоб запобігти цьому. Примітка: змащування набою покращувало тиск. Набої завжди повинні бути сухими.

## Сучасність
Випуск Моделі 17 припинили в 1998, але в 2009 була представлена Модель 17 "Masterpiece", яка входила до лінійки вінтажних револьверів Smith & Wesson revolvers. Компанія обрала приблизно п'ятнадцять моделей знятих з виробництва для повторного виробництва. Ця лінія в каталогах S&W отримала назву «Класична».